# Diospyros siderophylla
Diospyros siderophylla är en tvåhjärtbladig växtart som beskrevs av Hui Lin Li. Diospyros siderophylla ingår i släktet Diospyros och familjen Ebenaceae. Inga underarter finns listade i Catalogue of Life.